# 李鸞 (成化丁未進士)
李鸞（1450年—？），字天瑞，順天府固安縣（今河北省固安縣）南舖里人，軍籍，明朝政治人物。

## 生平
成化十三年（1477年）丁酉科舉人，成化二十三年（1487年），登丁未科二甲第九十一名進士。弘治二年（1489年）五月授任廣東道監察御史，巡按陝西，因與左布政使王衡互相奏訐，七年六月貶官為湖廣衡州府知事。後歷陞涇縣知縣，和州知州。

## 家族
曾祖李士興；祖父李忠；父李榮，前倉副使。母王氏；繼母侯氏。严侍下。